# Cravant-les-Côteaux
Cravant-les-Côteaux là một xã thuộc tỉnh Indre-et-Loire trong vùng Centre-Val de Loire ở miền trung nước Pháp.